# John Thomas Toohey
John Thomas Toohey (* 30. Januar 1905 in Glebe; † 24. September 1975 in Maitland (New South Wales)) war ein australischer Ordensgeistlicher und römisch-katholischer Bischof von Bistum Maitland.

## Leben
John Thomas Toohey empfing am 30. November 1927 die Priesterweihe.
Papst Pius XII. ernannte ihn am 11. März 1948 zum Koadjutorbischof von Maitland und Titularbischof von Veinopolis. Der Kardinal Norman Thomas Gilroy, spendete ihm am 4. April desselben Jahres die Bischofsweihe; Mitkonsekratoren waren Ernest Victor Tweedy, Erzbischof von Hobart, und Edmund John Aloysius Gleeson, Bischof von Maitland.
John Thomas Toohey wurde am 4. März 1956 in Nachfolge von Edmund John Aloysius Gleeson, Bischof von Maitland.
John Thomas Toohey starb am 24. September 1975 in seinem 70. Lebensjahr.